# 但尼丁機場
但尼丁機場（英語：Dunedin Airport）是一個位於新西蘭南島奧塔哥首府但尼丁的國際機場，距離但尼丁市中心約22公里。機場設有一條跑道及一座航廈，共5個登機閘口，其中兩個閘口附有登機橋。

## 航空公司及航點

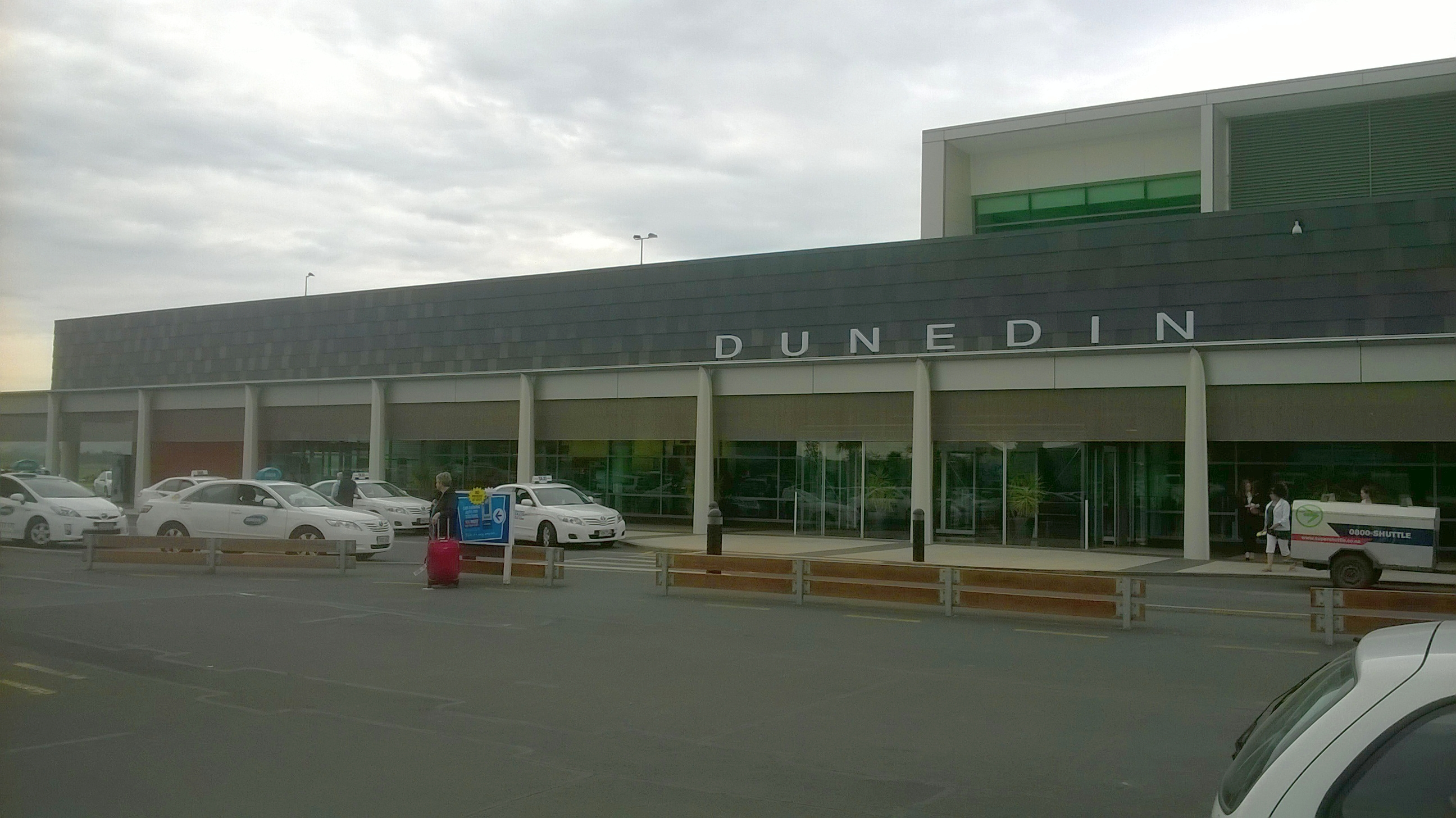
但尼丁機場的航廈

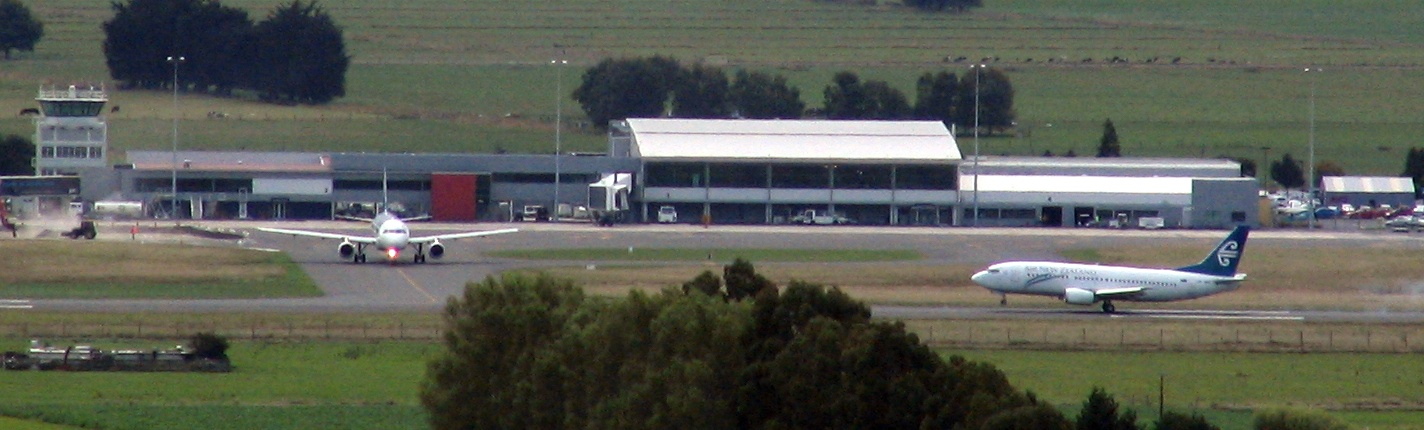
一架紐西蘭航空的波音737-300正降落於但尼丁機場

| 航空公司   | 目的地                 |
| ---------- | ---------------------- |
| 紐西蘭航空 | 奧克蘭、基督城、威靈頓 |
| 捷星航空   | 奧克蘭                 |

Mainland Air以但尼丁機場作為基地，營運觀光、包機和空中救護服務。Mainland Air亦經營Mainland Aviation College飛行訓練學校。

## 外部連結
- 但尼丁機場官方網站 （页面存档备份，存于）